# كيث إنجلاند
كيث إنجلاند (بالإنجليزية: Keith England)‏ هو لاعب دوري الرغبي بريطاني، ولد في 27 فبراير 1964 في Pontefract ‏ في المملكة المتحدة.